# Neue Zeitung zum Wochenende
Die Neue Zeitung zum Wochenende (NZ) ist eine Wochenzeitung vom Gerhardt Verlag, die in acht Lokalausgaben erscheint (in den Landkreisen Leer, Emsland, Cloppenburg, Ammerland und der Stadt Oldenburg). Innerhalb dieser Regionen wird eine kostenlose Ausgabe an alle erreichbaren Haushalte geliefert, wodurch die Zeitung nach eigenen Angaben 800.000 Menschen erreicht.
Die Auflage beträgt 387.733 Exemplare. Die NZ finanziert sich durch Werbeanzeigen und Beilagen. Sie ist nach eigenen Angaben eine "moderne Wochenzeitung, die Zeitung erlebbar macht" und sieht sich als "Plattform für die Bürger aus der Region und von den Bürgern aus der Region". Dahinter steckt die Idee, dass jeder Bürger selbst über lokale Ereignisse Artikel schreiben und sie anschließend auf der Internetplattform der NZ (siehe Informationskasten rechts) veröffentlichen kann. Ausgewählte Arbeiten finden dann Einzug in eine Ausgabe.

## Geschichte

Logo zum zweijährigen Bestehen der Neuen Zeitung zum Wochenende

Die Idee zur Gründung der NZ entwickelte sich nach Angaben des Gerhard Verlags im Sommer 2009 zum fertigen Konzept, woraufhin "wenige Wochen später" die Auslieferung der ersten Ausgabe erfolgte. Anfangs beschränkte sich das Angebot auf den Landkreis Leer und Umgebung. Allerdings folgten 2010 das nördliche Emsland und im Frühjahr der Landkreis Cloppenburg.  Des Weiteren kamen Anfang 2011 Ausgaben für Meppen/Lingen (Ems),  den Landkreis Ammerland und die kreisfreie Stadt Oldenburg hinzu.
Eigenen Angaben zufolge hat die Neue Zeitung zurzeit 50 festangestellte Mitarbeiter und über 1400 helfende sog. „Bürgerreporter“. Aufgrund des zweijährigen Bestehens der NZ wurde unter dem Motto Wir wollen’s wissen: Warum lesen Sie die NEUE ZEITUNG? die Leserschaft dazu aufgefordert, bis zum 31. Oktober 2011 der Redaktion zu antworten. Als Anreiz gab es ein Preisausschreiben in Kooperation mit der Buchhandelskette Lesezeichen.